# Protestantyzm w Belgii
Protestantyzm w Belgii – według badań przeprowadzonych przez Pew Research Center w 2010 roku reprezentowany jest przez ok. 150 tysięcy mieszkańców Belgii, stanowi to 1,4% belgijskiego społeczeństwa. Tym samym protestantyzm jest trzecią co do wielkości społecznością religijną w Belgii po katolicyzmie i islamie. Protestantyzm w Belgii jest bardzo rozdrobniony, największe wspólnoty protestanckie stanowią: kalwini, luteranie, zielonoświątkowcy, ewangeliczni i anglikanie.
Liczba kościołów protestanckich znacznie wzrosła w ciągu ostatnich lat, prawie dwukrotnie od 1980 roku, głównie przez imigrację. Niektóre z największych obecnie kościołów protestanckich w Belgii zostały założone po 1980 roku. Jednak statystyki na temat liczby wiernych kościołów są trudne do ustalenia. W 1980 r. historyk Emile Braekman oszacował liczbę protestantów w Belgii na 90 000-100 000. Obecnie liczbę protestantów w Belgii szacuje się na 150 tysięcy, z największą procentowo ludnością (6%) w Brukseli.

## Historia

### Początki
- W pierwszej połowie XVI wieku rozwijał się luteranizm i anabaptyzm, prawie wyłącznie na północy kraju, głównie w Antwerpii.
- Od 1540 roku żywiej zaznaczyły się wpływy kalwinizmu, z ośrodkami w Lille i Tournai. Działalność inkwizycji zahamowała rozwój protestantyzmu i spowodowała masową emigrację kalwinistów i luteranów, zwłaszcza na tereny Holandii, gdzie dzięki królowi Wilhelmowi III Orańskiemu wyznania te stały się dominujące.
- Edykt tolerancyjny Józefa II z 1781 roku zastał na terenie Belgii niewielkie grupki innowierców (8 gmin). Możliwości rozwojowe dał im dopiero konkordat napoleoński, którego postanowienia odnosiły się także do nie-katolików. Kaplicę otrzymała wówczas tylko jedna gmina reformowana, w Brukseli.
- Dopiero pod panowaniem holenderskim uzyskały miejsca kultu pozostałe gminy, którym też przyznano uposażenie. Gminy te złączyły się w 1839 roku tworząc Zjednoczony Kościół Protestancki w Belgii.
- W 1830 roku odnotowano w Belgii 15.000 protestantów na 4 miliony mieszkańców.
- W 1837 roku powstało w Brukseli ewangelickie stowarzyszenie misyjne pod nazwą Société Evangélique Belge, które w 1848 objęło cały kraj i przyjęło nazwę Eglise Chrétienne Missionnaire Belge. Instytucja ta była niezależna od państwa, podczas gdy Unia korzystała z zasiłków państwowych.
- W 1897 roku rozpoczęli działalność adwentyści dnia siódmego.

### XX wiek
- W 1904 roku oba Kościoły reformowane Belgii (Zjednoczony Kościół Protestancki w Belgii oraz Eglise Chrétienne Missionnaire) powołały do życia towarzystwo w celu opracowania historii protestantyzmu w Belgii, a w 1910 roku utworzyły sojusz misyjny Société Belge des Missions Protestantes en Congo do pracy misyjnej w Kongo.
- Po I wojnie światowej, rozpoczęły w Belgii działalność amerykańskie wspólnoty wyznaniowe: Belgijska Misja Ewangelizacyjna i metodystów – Kościół Ewangelicko-Metodystyczny.
- W 1924 roku została utworzona unia z 2 najstarszych Kościołów reformowanych Fédération des Eglises de Belgique, do której następnie przystąpili metodyści, liberalni ewangelicy, baptyści i wolne Kościoły reformowane.
- Od 1925 roku nauka religii protestanckiej, weszła do szkół publicznych.
- W czasach międzywojennych w 1931 roku i po 1945 roku pojawiły się w Belgii liczne grupy zielonoświątkowców, zwłaszcza z Ameryki.
- W czasie II wojny światowej wielu pastorów zostało deportowanych lub skazanych na śmierć.
- W 1954 utworzono teologiczny fakultet międzywyznaniowy w Brukseli (Union des Eglises Protestantes Evangélique, Eglise Chrétienne Missionnaire, Eglise Evangélique Méthodiste).
- W 1970 w Brukseli powstała diecezja anglikańska dla Europy Środkowej, podległa arcybiskupowi Canterbury.
- W 1979 roku Zjednoczony Kościół Protestancki w Belgii (EPUB) został oficjalnie uznany przez państwo. Kościół ten odgrywa ważną rolę w integracji uchodźców i imigrantów, a także wysyła misjonarzy, zwłaszcza do Rwandy[3][4].

## Dane statystyczne
| Związki wyznaniowe/Kościoły                                   | Liczba wiernych lub ochrzczonych członków* | Liczba kościołów | Procent ludności | Źródło                              |
| Zjednoczony Kościół Protestancki w Belgii                     | 38 500                                     | 108              | 0,36%            | Operation World, 2010               |
| Flamandzkie Stowarzyszenie Kościołów Zielonoświątkowych (VVP) | 12 400                                     | 99               | 0,12%            | Operation World, 2010               |
| Kościół anglikański                                           | 11 100                                     | 13               | 0,1%             | Operation World, 2010               |
| Chrześcijańskie Wolne Kościoły Ewangeliczne                   | 10 500                                     | 73               | 0,1%             | Operation World, 2010               |
| Kościół zielonoświątkowy „Antioch Network”                    |                                            | 81               |                  | International Bulletin, 2012        |
| Kościół Boży (Cleveland)                                      | 5800                                       | 37               | 0,05%            | Operation World, 2010               |
| Niemieckojęzyczny Kościół Ewangeliczny                        | 4893                                       | 5                | 0,05%            | Operation World, 2010               |
| Zbory Boże                                                    | 5830                                       | 45               | 0,05%            | Europe Missions                     |
| Bracia plymuccy                                               |                                            | 43               |                  | International Bulletin, 2012        |
| Kościół Adwentystów Dnia Siódmego                             | 2543*                                      | 33               | 0,02%            | Atlas Adwentystyczny, 2015          |
| Unia Baptystów w Belgii                                       | 1333*                                      | 29               | 0,01%            | Światowy Sojusz Baptystyczny, 2015  |
| Belgijska Misja Ewangelizacyjna                               |                                            | 22               |                  | International Bulletin, 2012        |
| Kościół Luterański Belgii                                     | 703                                        |                  | 0,007%           | Światowa Federacja Luterańska, 2013 |
| Armia Zbawienia                                               |                                            | 10               |                  | International Bulletin, 2012        |
| Zjednoczony Kościół Zielonoświątkowy                          |                                            | 8                |                  | UPC-BELGIQUE                        |
| Stowarzyszenie Winnica (Vineyard)                             |                                            | 4                |                  |                                     |
| Fellowship of European International Churches                 |                                            | 4                |                  |                                     |
| Kościół Apostolski                                            |                                            |                  |                  |                                     |
| Kościół Zielonoświątkowy (Ghana)                              |                                            |                  |                  |                                     |
| Kościół Powszechny Królestwa Bożego                           |                                            |                  |                  |                                     |
| Kościół Bożych Proroctw                                       | 142                                        | 3                | 0,001%           | Kościół Bożych Proroctw, 2016       |
| Wolny Kościół Metodystyczny                                   | 69                                         | 2                | 0,0007%          | FMWM                                |
| Zjednoczony Kościół Metodystyczny                             | 45                                         | 1                | 0,0004%          | UMC, 2015                           |
| Kościół Poczwórnej Ewangelii                                  | 20                                         | 2                | 0,0002%          | Foursquare Missions, 2015           |